# Tinh bột

Cấu trúc phân tử amyloza (glucose-α-1,4-glucose)

Cấu trúc phân tử amylopectin

Tinh bột tiếng Hy Lạp là amidon (CAS# 9005-25-8, công thức hóa học: (C6H10O5)n) là một polysacarit carbohydrate chứa hỗn hợp amyloza và amylopectin, tỷ lệ phần trăm amiloza và amilopectin thay đổi tùy thuộc vào từng loại tinh bột, tỷ lệ này thường từ 20:80 đến 30:70. Tinh bột có nguồn gốc từ các loại cây khác nhau có tính chất vật lý và thành phần hóa học khác nhau. Chúng đều là các polyme cacbohydrat phức tạp của glucose (công thức phân tử là C6H12O6). Tinh bột được thực vật tạo ra trong tự nhiên trong các quả, củ như: ngũ cốc. Tinh bột, cùng với protein và chất béo là một thành phần quan trọng bậc nhất trong chế độ dinh dưỡng của loài người cũng như nhiều loài động vật khác. Ngoài sử dụng làm thực phẩm ra, tinh bột còn được dùng trong công nghiệp sản xuất giấy, rượu, băng bó xương. 
Tinh bột được tách ra từ hạt như ngô và lúa mì, từ rễ và củ như sắn, khoai tây, dong là những loại tinh bột chính dùng trong công nghiệp.

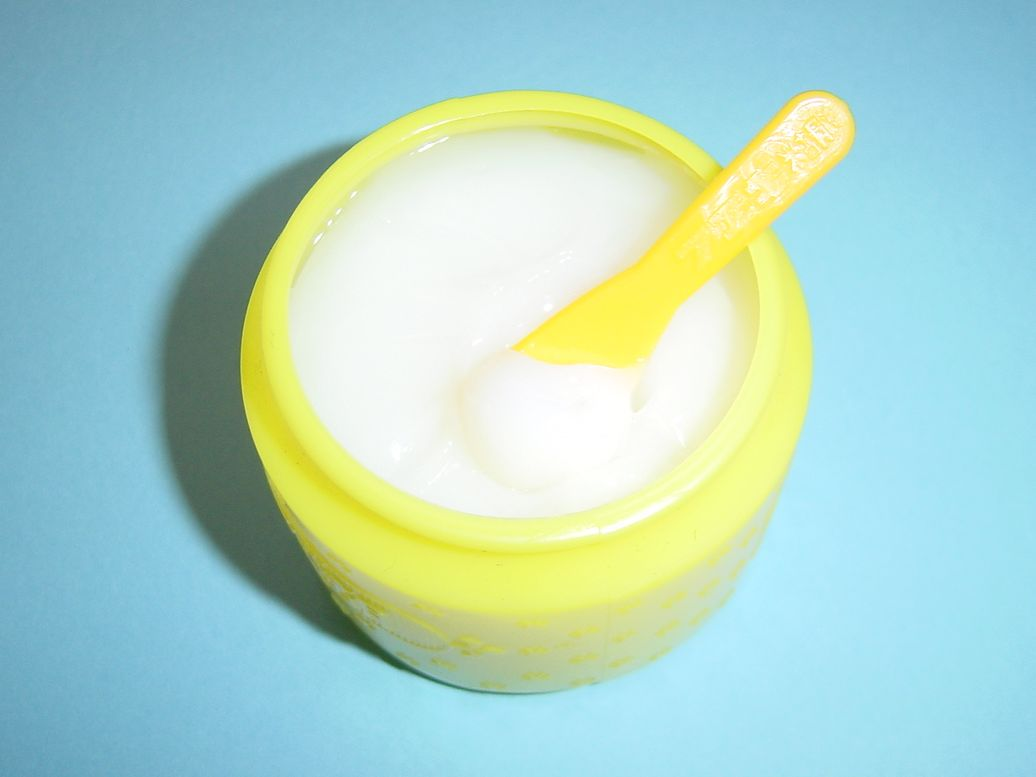
Hồ tinh bột

Thuốc thử tinh bột là Iod. Dung dịch Iod tác dụng với hồ tinh bột cho màu xanh lam đặc trưng.

## Các phương pháp biến tính tinh bột
- Phương pháp biến tính vật lý: là phương pháp biến tính tinh bột thuần túy dùng các lực vật lý như ép, nén và hồ hóa tác dụng lên tinh bột để làm thay đổi một số tính chất của nó nhằm phù hợp với những ứng dụng, sản phẩm tinh bột biến tính của phương pháp này là những tinh bột hồ hóa, tinh bột xử lý nhiệt ẩm.
- Phương pháp biến tính hóa học: là phương pháp sử dụng những hóa chất cần thiết nhằm thay đổi tính chất của tinh bột, sản phẩm chủ yếu của phương pháp biến tính hóa học là những tinh bột xử lý axit, tinh bột ete hóa, este hóa, phosphat hóa.
- Phương pháp thủy phân bằng enzim: là phương pháp biến tính tinh bột tiên tiến hiện nay, cho sản phẩm tinh bột biến tính chọn lọc không bị lẫn những hóa chất khác. Sản phẩm của phương pháp này là các loại đường gluco, fructo; các poliol như sorbitol, mannitol; các axit amin như lysin, MSG, các rượu, các axit.

## Các tinh bột biến tính
Theo International Numbering System for Food Additives (INS), tinh bột biến tính được đánh số và đặt tên theo các nhóm sau:
- 1401 Acid-treated starch
- 1402 Alkaline treated starch
- 1403 Bleached starch
- 1404 Oxidized starch
- 1405 Starches, enzyme-treated
- 1410 Monostarch phosphate
- 1411 Distarch glycerol
- 1412 Distarch phosphate esterified with sodium trimetaphosphate
- 1413 Phosphated distarch phosphate
- 1414 Acetylated distarch phosphate
- 1420 Starch acetate esterified with acetic anhydride
- 1421 Starch acetate esterified with vinyl acetate
- 1422 Acetylated distarch adipate
- 1423 Acetylated distarch glycerol
- 1440 Hydroxypropyl starch
- 1442 Hydroxypropyl distarch phosphate
- 1443 Hydroxypropyl distarch glycerol
- 1450 Starch sodium octenyl succinate

## Ứng dụng của tinh bột
- Ứng dụng trong công nghiệp thực phẩm: Dùng làm phụ gia cho công nghiệp bánh kẹo, đồ hộp.
- Trong xây dựng: Tinh bột được dùng làm chất gắn kết bê tông, tăng tính liên kết cho đất sét, đá vôi, dùng làm keo dính gỗ, phụ gia sản xuất ván ép, phụ gia cho sơn.
- Ứng dụng trong công nghiệp mỹ phẩm và dược phẩm: Tinh bột được dùng làm phấn tẩy trắng, đồ trang điểm, phụ gia cho xà phòng, kem thoa mặt, tá dược.
- Ứng dụng trong công nghiệp khai khoáng: Tinh bột được dùng làm phụ gia cho tuyển nổi khoáng sản, dung dịch nhũ tương trong dung dịch khoan dầu khí.
- Ứng dụng cho công nghiệp giấy: Tinh bột được dùng để chế tạo chất phủ bề mặt, thành phần nguyên liệu giấy không tro, các sản phẩm tã giấy cho trẻ em.
- Ứng dụng trong công nghiệp dệt: Tinh bột dùng trong hồ vải sợi, in.
- Ứng dụng trong nông nghiệp: Dùng làm chất trương nở, giữ ẩm cho đất và cây trồng chống lại hạn hán.
- Các ứng dụng khác: Tinh bột được dùng làm màng plastic phân huỷ sinh học, pin khô, thuộc da, keo nóng chảy, chất gắn, khuôn đúc, phụ gia nung kết kim loại.

## Tính chất hóa học
1. Phản ứng thủy phân cho glucose
(C6H10O5)n + nH2O -> nC6H12O6
(Thủy phân tinh bột thường bằng enzyme hoặc môi trường acid)
2. Hồ tinh bột phản ứng với dung dịch Iodine
Dung dịch iodine tác dụng với hồ tinh bột cho ra phức màu xanh lam (hoặc xanh tím) đặc trưng ở nhiệt độ thường. Phản ứng trên xảy ra dễ dàng nên ta có thể dùng iodine để nhận ra tinh bột, ngược lại có thể dùng hồ tinh bột để nhận biết Iodine
Khi đun nóng, iodine bị giải phóng ra khỏi phân tử amylose (một loại tinh bột) làm mất màu xanh tím. Khi để nguội, iodine bị hấp phụ trở lại làm cho dung dịch có màu xanh.
3. Tổng hợp tinh bột thông qua phản ứng oxi hoá - khử ở trong lá cây
Tinh bột được tạo thành trong cây xanh từ khí CO2 và H2O cùng ánh sáng Mặt Trời. Phương trình có phản ứng tổng quát như sau:
6nCO2 + 5nH2O -> (C6H10O5)n + 6nO2     [ xúc tác: diệp lục, môi trường ánh sáng ]
Quá trình tạo thành tinh bột (tổng hợp tinh bột - chất hữu cơ) có sự tham gia của ánh sáng mặt trời nên gọi là quá trình quang hợp.